# Golden (Kylie Minogue-album)
A Golden Kylie Minogue ausztrál énekesnő tizennegyedik stúdióalbuma, mely 2018. április 6-án jelent meg a BMG Rights Management gondozásában. Minogue volt az album társproducere, többek közt olyan producerek mellett, mint Ash Howes, Richard Stannard, Sky Adams, Alex Smith és Mark Taylor. Az 1997-es Impossible Princess óta ez volt az első olyan lemeze, melyen Minogue minden dalnak a társszerzője. A lemez túlnyomó részét Nashville-ben, Tennessee-ben rögzítették, ahol új inspirációhoz jutott, illetve számos felvétel került rögzítésre Londonban és Los Angeles-ben.
Zeneileg a Golden egy olyan poplemez, melyen a country és a dance zene hatásai érződnek. Minogue az egyik legszemélyesebb munkájaként jellemezte. A dalszövegek tematikailag egy széles skálán mozognak. Ezen témák közt megtalálhatóak a kudarcba fulladt kapcsolatok, a halál, a család, a menekülés, a szabadság. Megjelenésekor a Golden főként pozitív kritikákat kapott, melyekben Minogue személyiségét és őszinteségét dicsérték dalszerzői munkáján keresztül. Ugyanakkor megosztotta a kritikusokat a country zenével való kísérletezése és alkotói munkája. A lemez számos országban lett Top 20-as, míg Ausztráliában és az Egyesült Királyságban első helyezést ért el.
A lemezről hat kislemez lett kiadva, köztük a „Dancing”, mely a lemez vezető kislemezeként jelent meg 2018. január 19-én. A dalt a kritikusok jól fogadták. A kislemeznek kereskedelmileg közepes sikere volt. Számos kritikus Minogue legjobb kislemezei közt emlegette. Amellett, hogy számos televíziós műsorban fellépett, az album további reklámozása végett Minogue két turnén is részt vett. Az egyik promóciós turné, mely a Kylie Presents Golden címet kapta 2018 márciusában kezdődött és hat műsorból állt, melyek kisebb helyszíneken zajlottak. Ugyanezen év szeptemberében indult a Golden Tour, melynek állomásai Európában és Ausztráliában voltak.

## Zenei stílus és dalszövegek
Minogue az album kapcsán megjegyezte, hogy a Golden eredetileg „szinti-pop dance dalokat” tartalmazott volna, amit a közönsége „várt volna tőle”. Ennek ellenére az A&R-je azt javasolta, hogy építse bele a zenéjébe a country-t, amit Minogue pozitívan fogadott. 2017 júliusában Nashville-be utazott két hétre, hogy négy dalt rögzítsenek a lemezhez és ahogy később magyarázta, hogy „ott kezdett minden értelmet nyerni, és sikerült megtalálni a country inspirációt, amit a saját világába bele tudott építeni”. A végeredményt úgy írta le, mintha „Dolly Parton állna a táncparketten”. A dalírás procedúrája alatt Minogue céltalanul írta a dalokat, aminek saját véleménye szerint az lett a következménye, hogy a dalok szövegei autentikusabbak és elmesélőbbek lettek, mint korábbi munkái.
A lemez a „Dancing” című első kislemezzel nyit, amely egy dance-pop és country hibrid, melyben nincs átvezető rész. Szövegileg Minogue halállal kapcsolatos látásmódját taglalja, hogy az énekesnő, hogy szeretné magát érezni a halál előtti szituációban. A „Stop Me from Falling” hasonló hangzású, melyben kéz taps és bendzsó hallható. A címadó dal, egy himnusz az önbizalomról, mely a régi westernfilmek zenéjére hasonlít, mint például Ennio Morricone főcímdalára A Jó, a Rossz és a Csúf filmből. Az „A Lifetime to Repair” című dal azon dalok egyike a lemezen, melyek egy kudarcba fulladt kapcsolatról szólnak. A „Sincerely Yours”, egy könnyű pop ballada, mely egy a rajongóihoz írt szerelmes levéllel nyit. A hatodik dal, a „One Last Kiss” az alapvető country ritmusról ismerhető fel, melyben bendzsó, dobok és élő gitár riffek is hallhatóak.
A hetedik dalt, a „Live a Little”-t a „Dancing”-hez hasonlították, mivel hasonlóan vegyíti a dance-pop-ot a country zenével. A szövege Minogue a korral szembeni reményeit taglalja és azt, hogy jól akarja érezni magát és szabadnak. A „Shelby ’68”-et Taylor Swift munkáihoz hasonlították az „úgynevezett Tennessee hangzása” és középtempójú ritmusa miatt. A címe Minogue születésének évére és apjának Mustang-jára utal. A dalban az autó hangját is hallani lehet, melyet Minogue testvére Brendan rögzített. A „Radio On”-t az egyik csúcspontjaként emlegették az akusztikus gitárra és hegedűkre való letisztult produceri munka miatt. A kritikusok kiemelték lágy vokáljait és azt, ahogy arról beszél, hogy el akarja felejteni egy korábbi szakítását, miközben a rádiót hallgatja. A „Love” a szerelem következményeiről szól, illetve néhány korábbi szakítást is megemlít. A „Raining Glitter”-t az album legjobb dalai között emlegetik, mivel kiaknázza a dance és diszkó countryval való korábbi kísérletezgetéseit, emellett egy vidám és örömteli himnuszként jellemzik. Az utolsó dal, a „Music’s Too Sad Without You”, egy együttműködés Jack Savoretti zenésszel. Zeneileg az amerikai Beck és Lana Del Rey munkáihoz hasonlították.

## Kiadás és borító
A Golden 2018. április 6-án jelent meg digitálisan és fizikai formátumban és ez Minogue első lemeze a BMG-nél. Az albumot számos formátumban kiadták. Ezek közt szerepel a digipack, a deluxe változat olyan bónusz dalokkal mint a „Lost Without You”, „Every Little Part of Me”, „Rollin’” és „Low Blow”, egy 32 oldalas könyv formátum, melyben megtalálható egy CD és egy bakelit is, és kazettaként is megjelent. Emellett megjelent fehér címkés bakelitként, melyet a hivatalos honlapján lehetett beszerezni, valamint egy exkluzív képlemez bakelit is megjelent alternatív Golden borítóval. Minogue honlapján más formátumokban is elérhető volt. Volt olyan, mely tartalmazott különböző pólókat, a „Dancing” kislemezt bakelit formában illetve számos reklámfotót az énekesnőről. Az átlátszó bakelit 4000 példányban jelent meg és számos megválogatott helyen lehetett kapni az Egyesült Királyságban. Ezenkívül 4000 darab kazetta volt elérhető az énekesnő hivatalos honlapján keresztül.

## Kislemezek
A lemezről öt kislemez és egy promóciós kislemez lett megjelentetve. A lemez első kislemezeként a „Dancing” jelent meg 2018. január 19-én, mely az első kislemeze a BMG-nél. A kritikusok nagyon dicsérték a dalt zenéjének és a produceri munkának köszönhetően és Minogue legjobb kislemezei közt emlegették. Kereskedelmileg közepes sikere volt, ahol 46. volt Ausztráliában és 38. az Egyesült Királyságban. Emellett felkerült a listákra Magyarországon, Belgiumban, Franciaországban, Spanyolországban és Új-Zélandon. Az Egyesült Államokban ez lett a 14. kislemeze, mely első lett a Billboard Dance Club Songs listán 2018. május 12-én.
A „Stop Me from Falling” 2018. március 9-én jelent meg a lemez második kislemezeként. A kritikusok pozitívan értékelték a dalon hallható produceri munkát. A dal 52. lett az Egyesült Királyságban és Top 50-es lett az ausztrál digitális listán valamint Japánban és Franciaországban. A „Raining Glitter” 2018. március 30-án jelent meg promóciós kislemezként és a 188. helyet szerezte meg a francia digitális kislemez listán. Készült egy videó a címadó dalához, a „Golden”-hez, melynek a premierje 2018. május 28-án volt a YouTube-on, ezzel ünnepelve Minogue 50. születésnapját. Később Minogue megerősítette, hogy a „Golden” az album harmadik kislemeze és másnap meg is jelent kislemezként. Az album negyedik kislemezeként a „A Lifetime to Repair” lett bejelentve, mely 2018. augusztus 17-én jelent meg. 2018. október 9-én az ötödik és egyben utolsó kislemezeként a „Music’s Too Sad Without You” jelent meg. 2018. november 7-én a „Sincerely Yours” lett a lemez hatodik kislemezeként kihirdetve, mely csak Ausztráliában lett kislemez.

## A kritikusok értékelései
A Metacritic-nél, ahol az értékeléseknél maximum 100 pontot lehet elérni a vélemények alapján, a Golden tíz kritika alapján 63 pontot szerzett, amely „általánosságban kedvező vélemények” jelent. Számos kritikus dicsérte Minogue részvételét a lemezzel kapcsolatos kreatív munkában, különösen a dalszerzésben. Mark Kennedy a The Associated Press-nél megemlítette, hogy dalszerzői munkája egyre inkább visszatükrözi az életét, mondván „a dalszövegek, melyekben fellelhető a megbánás, a rossz szerelem és a remény, jól illenek egy olyan nőhöz, aki idén lett 50 éves”. Cameron Adams az ausztrál News.com.au-nál négy csillagot adott az albumnak és azt írta, hogy „senki sem mondhatja, hogy a Golden egy tipikus Kylie Minogue lemez”. Nick Hasted a The Independent-nél három csillaggal jutalmazta a lemezt, aki úgy vélte, hogy ez az album jobb, mint a korábbi munkái, mert autentikus. A lemez dalai közül a „Shelby '68”-et és a „Love”-ot emelte ki,melyeket Minogue legszemélyesebb dalai közt tart számon.
Tim Sendra az AllMusic-nél az albumot bátornak nevezte egy olyan előadónál, mint Minogue, akinek ennyire hosszú életű pályája van, mondván, hogy „az a csodálatos ebben a lemezben, hogy ugyanolyan jó munkát tudott végezni a country zenével, mint ahogy azt korábban az új hullámmal, a diszkóval, az elektropoppal, a gyilkos balladákkal és mindennel hosszú karrierje során tette”. A Slant Magazine az ötből három és fél csillagot adott a lemeznek és dicsérte Minogue-ot, amiért a country zenével kísérletezett valamint Minogue legszemélyesebb művének nevezte az 1997-es Impossible Princess óta. A MusicOMH négy csillagot adott a lemeznek. Dicsérte Minogue dalszerzői képességét és a produceri munkát. Szerinte a „Golden megállja a helyét Minogue korábbi klasszikus lemezei közt. Egy olyan világban, ahol könnyen eldobható zenék vannak Minogue visszatérése szívesen látott és megmutatja, hogyan kell ravasz, okos popzenét alkotni”. Mark Kennedy a The Washington Post-nál pozitívan értékelte az albumot, ugyanakkor megemlítette, hogy néhány dal túl nehéz a country esztétikához képest, viszont kritikáját azzal zárta, hogy „mint mindig most se férhet kétség Minogue tehetségéhez. Kiérdemelte azt a jogot, hogy bármibe belefoghasson, amibe szeretne, amit itt nagyon csinál”. A Pitchfork Media szerint a lemeznek olyan hangzása van, mint amikor valaki ahelyett, hogy értené a country zenét, csak játszik vele.

## Kereskedelmi fogadtatás
A Golden első helyezést ért el az Egyesült Királyságban 2018. április 13-án 48 000 albummal egyenértékű egységgel. Ez lett Minogue hatodik első helyezést elérő lemeze a brit albumlistán és az első a 2010-es Aphrodite óta. A lemez szintén első lett a brit bakeliteladási listán. 6400 eladott példányának köszönhetően a Golden lett 2018-ban a leggyorsabban fogyó bakelitlemez. Ezenkívül a Golden lett a leggyorsabban fogyó kazetta és már az első héten több példányban kelt el, mint a 2017-es év legjobban fogyó kazettája.
Szülőföldjén, Ausztráliában a Golden első lett az ARIA albumlistán több, mint 8700 eladott példányának köszönhetően, mellyel ez lett az ötödik stúdióalbuma, mely a lista első helyén debütált. Emellett első lett az ország digitális listáján és az ausztrál előadók albumlistáján is. Új-Zélandon ez lett Minogue ötödik albuma, mely Top 20-as lett, és a 16. helyet érte el a listán. Japánban a Golden a 14. helyet szerezte meg az Oricon napi albumlistáján, és a 64. helyen végzett a heti listán. Az Egyesült Államokban a 64. lett a Billboard 200-on és 10 000 albummal egyenértékű egységgel nyitott. Ezzel ez lett Minogue kilencedik szereplése a listán és az első független kiadványa, mely figyelmet kapott. Emellett Kanadában a 33. helyet szerezte meg az albumlistán.
Olaszországban a 14. lett az albumlistán, ezzel ez lett Minogue negyedik lemeze, mely az országban Top 20-as lett. Franciaországban a 33. helyezést érte el az országos albumlistán. Belgiumban negyedik lett a flamand és 12. a vallón listán. A skandináv országok közül a Golden 38. lett Svédországban és 47. Finnországban. Németországban a harmadik helyet szerezte meg az országos albumlistán. Ez lett az országban a második legmagasabb helyezést elérő lemeze a Fever mellett, mely korábban első volt a listán. Hollandiában a 18. helyezést érte el az albumlistán.

## Számlista
| 1.  | Dancing                                          | Kylie Minogue, Nathan Chapman, Steve McEwan                                      | Sky Adams              | 2:58 |
| 2.  | Stop Me from Falling                             | Minogue, Adams, McEwan, Danny Shah                                               | Adams                  | 3:01 |
| 3.  | Golden                                           | Minogue, Lindsay Rimes, Liz Rose, McEwan                                         | Rimes                  | 3:07 |
| 4.  | A Lifetime to Repair                             | Minogue, Adams, Shah, Kiris Houston                                              | Adams                  | 3:19 |
| 5.  | Sincerely Yours                                  | Minogue, Jesse Frasure, Amy Wadge                                                | Frasure                | 3:28 |
| 6.  | One Last Kiss                                    | Minogue, Ash Howes, Richard Stannard, Seton Daunt                                | Howes, Stannard        | 3:41 |
| 7.  | Live a Little                                    | Minogue, Adams, Shah                                                             | Adams                  | 3:07 |
| 8.  | Shelby '68                                       | Minogue, Howes, Stannard, Daunt                                                  | Howes, Stannard, Daunt | 3:35 |
| 9.  | Radio On                                         | Minogue, Wadge, Jonathan Green                                                   | Jon Green              | 3:42 |
| 10. | Love                                             | Minogue, Autumn Rowe, Daniel Davidsen, Peter Wallevik, Mich Hansen, Wayne Hector | Adams                  | 2:52 |
| 11. | Raining Glitter                                  | Minogue, Alex Smith, Mark Taylor, Francis White                                  | Smith, Taylor, White   | 3:33 |
| 12. | Music’s Too Sad Without You (Jack Savoretti-vel) | Minogue, Savoretti, Samuel Dixon                                                 | Dixon                  | 4:09 |

| 13. | Lost Without You        | Minogue, Green               | Green, Charlie Russell | 4:04 |
| 14. | Every Little Part of Me | Minogue, Wadge, Adams        | Adams                  | 2:58 |
| 15. | Rollin’                 | Minogue, Wadge, Adams        | Adams                  | 3:32 |
| 16. | Low Blow                | Minogue, Shah, Adams, McEwan | Adams                  | 2:56 |

| 13. | Dancing (Initial Talk Remix)             | Minogue, Chapman, McEwan | Adams, Initial Talk | 3:45 |
| 14. | Dancing (Anton Powers Alternative Remix) | Minogue, Chapman, McEwan | Adams, Anton Powers | 5:06 |

## Közreműködők
| - Kylie Minogue – vezető vokál, háttérvokál - Jack Savoretti – vezető vokál (12) - Sky Adams – háttérvokál (2, 4, 7, 10), gitár (2) - Nathan Chapman – háttérvokál (1) - Seton Daunt – gitár (6, 8), billentyűsök (6) - Samuel Dixon – gitár (12), zongora (12), basszus (12) - Jesse Frasure – szintetizátor (5), zongora (5), dorok (5), basszus (5) - Jon Green – háttérvokál (9), zongora (9), akusztikus gitár (9), elektromos gitár (9), basszus (9), billentyűsök (9) - Kiris Houston – gitár (4), bendzsó (4), csúszó gitár (7) - Ash Howes – billentyűsök (8) - Steve McEwan – háttérvokál (2), gitár (2, 10), bendzsó (2), basszus (10) - Tom Meadows – dorok és ütőhangszerek (9) - Emre Ramazanoglu – dorok (12) - Lindsay Rimes – háttérvokál (3), gitár (3), billentyűsök (3) - Davide Rossi – húrok (9) - Danny Shah – háttérvokál (2, 4, 7, 10), gitár (4, 7) - Alex Smith – háttérvokál (11) - Richard Stannard – billentyűsök (8) - Michael Stockwell – gitár (1, 2, 7), basszus (2) | - Mark Taylor – háttérvokál (11) - Amy Wadge – háttérvokál (5, 9) - Eg White – háttérvokál (11), szintetizátor (11), basszus (11), akusztikus gitár (11) - Sky Adams – keverés (1, 4), producer (1, 2, 4, 7, 10) - Seton Daunt – további gitár programozás (6), további programozás (8), koproducer (8) - Samuel Dixon – producer (12) - Jesse Frasure – keverés (5), producer (5) - Jon Green – hangtechnika (9), producer (9) - Ash Howes – keverés (6, 8), producer (6, 8) - Savvas Iosifidis – keverés (4, 7) - Guy Massey – keverés (10) - Emre Ramazanoglu – keverés (12) - Lindsay Rimes – keverés (3), producer (3) - Davide Rossi – húrok elrendezése (9) - Alex Smith – producer (11) - Richard Stannard – keverés (6, 8), koproducer (6, 8) - Mark Taylor – producer (11) - Cenzo Townshend – keverés (2) - Eg White – dob programozás (11), keverés (11), producer (11) |

## Helyezések
| Albumlista (2018)                    | Legjobb helyezés |
| ------------------------------------ | ---------------- |
| Ausztrália (ARIA Charts)             | 1                |
| Ausztria (Ö3 Austria Top 40)         | 5                |
| Belgium (Ultratop Flandria)          | 4                |
| Belgium (Ultratop Vallónia)          | 12               |
| Csehország (ČNS IFPI)                | 6                |
| Dánia (Tracklisten)                  | 17               |
| Finnország (Suomen virallinen lista) | 47               |
| Franciaország (SNEP)                 | 33               |
| Kanada (Canadian Albums Chart)       | 33               |
| Írország (Ír albumlista)             | 2                |
| Japán (Oricon)                       | 64               |
| Lengyelország (ZPAV)                 | 23               |
| Magyarország (Mahasz)                | 10               |
| Németalföld (Dutch Charts)           | 18               |
| Németország (Media Control Charts)   | 3                |
| Olaszország (FIMI)                   | 14               |
| Szlovákia (ČNS IFPI)                 | 6                |
| Spanyolország (PROMUSICAE)           | 8                |
| Svájc (Schweizer Hitparade)          | 4                |
| Svédország (Sverigetopplistan)       | 38               |
| Új-Zéland (Recorded Music NZ)        | 16               |
| Egyesült Királyság (OCC)             | 1                |
| Egyesült Államok (Billboard 200)     | 64               |

| Albumlista (2018)           | Helyezés |
| --------------------------- | -------- |
| Ausztrália (ARIA Charts)    | 71       |
| Belgium (Ultratop Flandria) | 192      |
| Egyesült Királyság (OCC)    | 33       |

## Minősítések és eladási adatok
| Ország                   | Minősítés  | Eladás   |
| ------------------------ | ---------- | -------- |
| Egyesült Királyság (BPI) | Aranylemez | 157 000+ |

## Kiadási előzmények
| Ország      | Dátum             | Formátum                                             | Kiádó         |
| ----------- | ----------------- | ---------------------------------------------------- | ------------- |
| Világszerte | 2018. április 6.  | CD, digitális letöltés, LP, kazetta, streaming media | Darenote, BMG |
| Mexikó      | 2018. április 20. | CD                                                   | Warner Music  |
| Brazília    | 2018. április 26. | CD                                                   | Warner Music  |
| Világszerte | 2018. november 9. | Gyűjtői kiadású kazetta                              | Darenote, BMG |